# Louis Gosselin
Pour les articles homonymes, voir Gosselin et Louis Gosselin (sculpteur).
Louis Gosselin (1er octobre 1879 – 18 juin 1954) est un agriculteur, avocat et homme politique fédéral et municipal du Québec.

## Biographie
Né à Saint-Alexandre-d'Iberville en Montérégie, il étudie au Collège Sainte-Marie, à l'Université McGill, à l'University College de Londres et au Collège de la Sorbonne à Paris. Il servit comme maire de la municipalité de Notre-Dame-de-Stanbridge.
En 1935, il devint député du Parti libéral du Canada dans la circonscription fédérale de Brome—Missisquoi. Il ne se représenta pas en 1940.
Il est mort le 18 juin 1954 à Saint-Jean-sur-Richelieu à l'âge de 75 ans.